# Lothian
Lothian (Schots: Lowden, Schots-Gaelisch: Lodainn) is een traditionele regio van Schotland, gelegen tussen zuidkust van de Firth of Forth en de Lammermuir Hills. Bestuurlijk is Lothian onderverdeeld in de raadsgebieden West Lothian, Midlothian en East Lothian, die in het verleden bekendstonden als respectievelijk Linlithgowshire, Edinburghshire en Haddingtonshire, en de City of Edinburgh. Belangrijkste plaats in Lothian is de Schotse hoofdstad Edinburgh. Andere belangrijke plaatsen in Lothian zijn Livingston, Linlithgow, Bathgate en Dunbar.
De naam Lothian is afkomstig van de legendarische koning Lot, de vader van Gawain in de Arthurlegenden. In de 7e eeuw kwam het gebied onder het bestuur van het Angelenkoninkrijk Bernicia, dat later opging in Northumbria. De greep van de Angelen op Lothian verzwakte echter toen zij verslagen werden door de Picten tijdens de Slag bij Dunnichen in 685. Koning Edgar van Engeland erkende de Schotse heerschappij in het gebied in ruil voor een belofte van trouw van de Schotse koning. In 1018 kwam Lothian definitief bij Schotland. Willem de Veroveraar viel Lothian binnen tot aan de Forth, maar annexeerde het niet opnieuw voor Engeland. Volgens de kroniekschrijver Hendrik van Huntingdon was de Tweed de zuidgrens van Lothian, wat aangeeft dat historisch gezien ook de Scottish Borders onderdeel uitmaakten van Lothian.
Van 1975 tot 1996 was Lothian een eigen raadsgebied. In 1996 werd het raadsgebied opgeheven en vervangen door de huidige bestuurlijke indeling, met de vier bovengenoemde unitary authorities.
Lothian is opmerkelijk omdat het, samen met de Scottish Borders, het enige deel van Schotland is waar het Schots-Gaelisch nooit dominant is geweest, maar het Oudengels (Inglis). Het gebied werd ook wel het land van de Engelsen in het Koninkrijk der Schotten genoemd. Uiteindelijk is het Oudengels in Lothian en de Scottish Borders geëvolueerd tot het Schots (Scots).